# Kurskaja (Koltsevajalinjen)
Kurskaja (ryska: Курская), är en tunnelbanestation på Koltsevajalinjen (ringlinjen) i Moskvas tunnelbana. Stationen formgavs av Zacharkov och Tjernysjeva under överinseende av Ivan Zjoltovkij som belönades med Stalinpriset 1950 för designen. Stationen är en av få djupliggande pelarstationer i stalinistisk arkitektur.

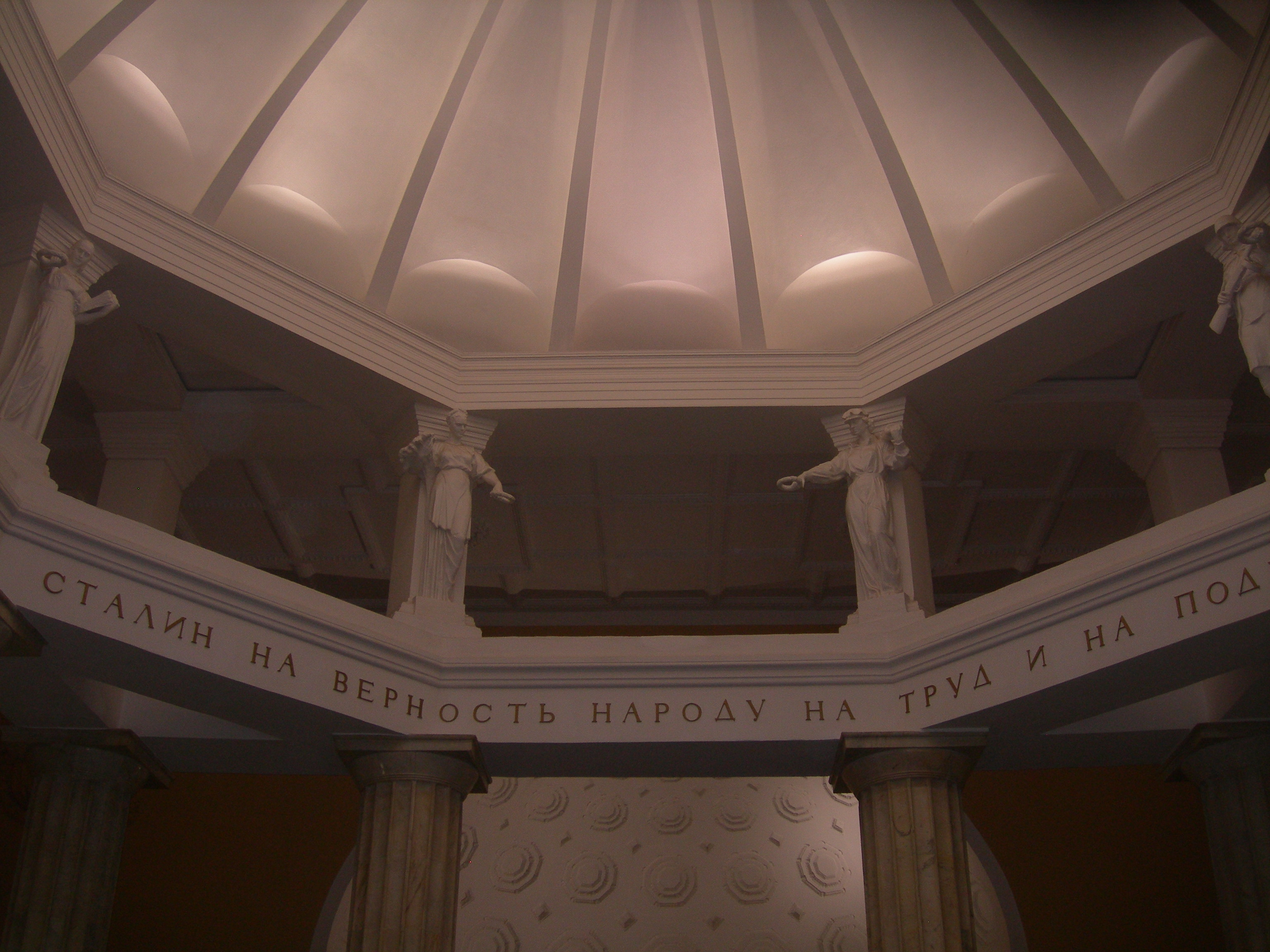
Kupolen i vestibulen med ett utdrag ur Sovjetunionens nationalsång på gesimsen.

Kurskaja delar ingång med Kurskaja-stationen på Arbatsko-Pokrovskajalinjen. Ingången ligger i en stor vestibul vilken är belägen intill järnvägsstationen Kurskij, därav de båda tunnelbanestationernas namn.

## Kontroversen kring Stalinstrofen
Ursprungligen stod i vestibulen ovan jord en stor Stalinstaty, och gesimsen under kupolen hade en text med utdrag ur Sovjetunionens nationalsångs gamla version, där Stalin nämns i en strof. I samband med avstaliniseringen beslutades det att alla hyllningar till Stalin skulle avlägsnas ur Moskvas tunnelbana, och 1961 plockades statyn bort och Stalinstrofen i texten togs bort från gesimsen. Då vestibulen renoverades 2008-2009 beslutades det att restaureringen skulle göras så troget originalskicket som möjligt. Statyn ställdes visserligen inte tillbaka, men Stalinstrofen monterades åter, vilket ledde till kontroverser och skarp kritik från medborgarrättsrörelser.  